# ولاية ملطية
وِلَايَةُ مَلَطْيَة (بالتركية: ملاطیه ولایت/Malatya ili؛ وبالكردية: پارێزگای مەلەدی) ولاية تركية في شرق الأناضول تقع في منطقة شرق الأناضول. عاصمتها مدينة ملطية تبلغ مساحتها 12,235 كم2 ويبلغ عدد سكانها 853,658 نسمة كما يبلغ معدل الكثافة السكانية 69/كم2.

## أعلام
- مصطفى شاهين
- عدنان سزكين
- إمراح تونسيل